# Ilhéu dos Cocos
O Ilhéu dos Cocos é um ilhéu do arquipélago de São Tomé e Príncipe, localizado junto à costa da ilha de São Tomé, no Golfo da Guiné, em África. Este ilhéu não é habitado.